# 笔尾树鼠
笔尾树鼠（学名：Chiropodomys gliroides）为鼠科笔尾树鼠属的动物，分布于中国、印度、印尼、老挝、马来西亚、缅甸、泰国和越南。在中国大陆，分布于广西等地，一般栖息于热带、亚热带丛林。该物种的模式产地在印度阿萨姆邦和卡西丘陵区域。

## 保护
- 中国濒危动物红皮书等级：稀有